# LOFAR

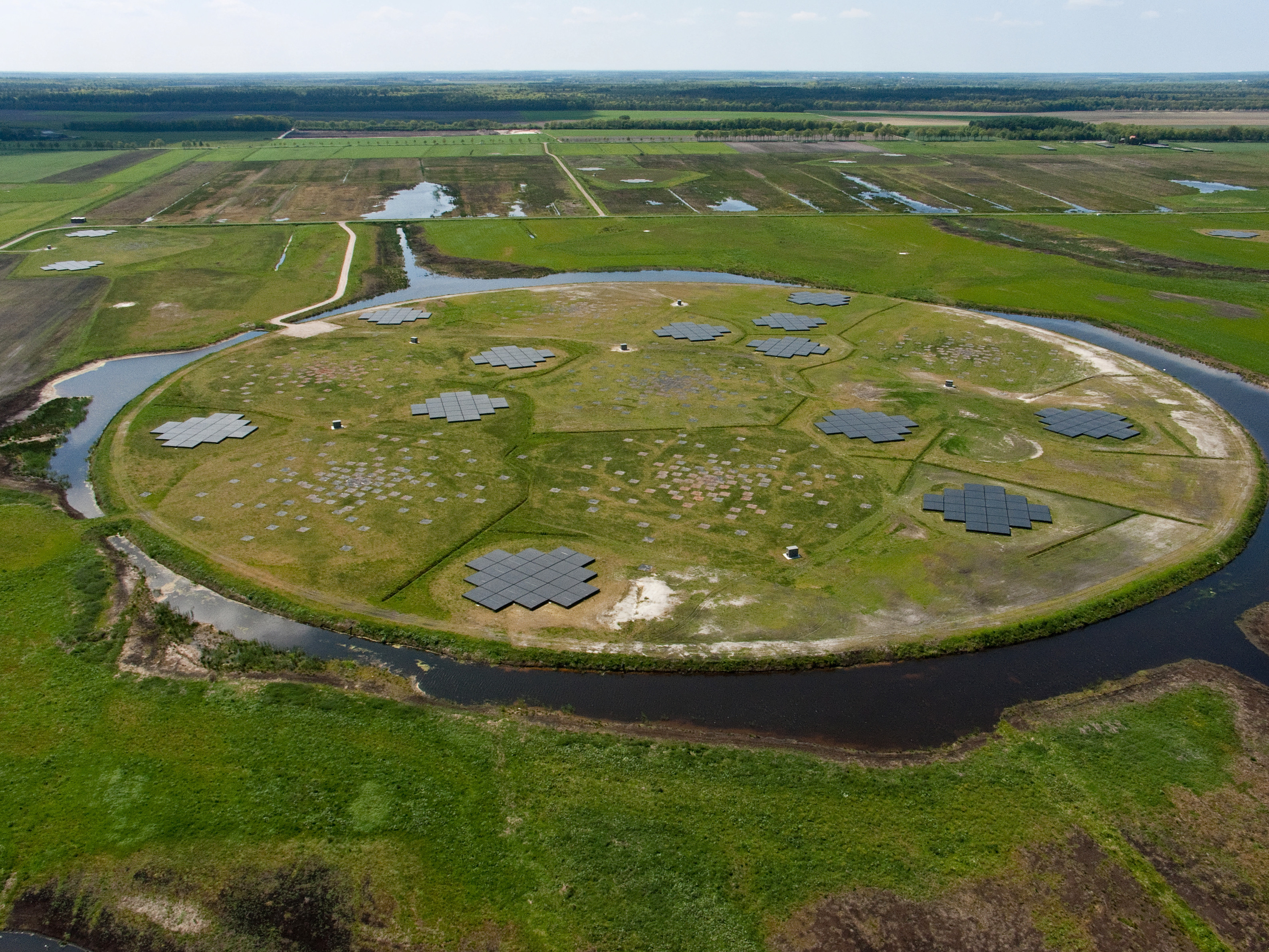
Las cinco estaciones que componen el núcleo central del superterp de LOFAR

LOFAR (acrónimo del inglés: Low Frequency ARray; en español: «Matriz de baja frecuencia») es una red distribuida de sensores multipropósito, utilizado principalmente como radiotelescopio para la astronomía pero también en otras áreas como geofísica y agronomía. El radiotelescopio puede funcionar como un array interferométrico distribuido a lo largo de los Países Bajos, donde se encuentra el núcleo central, y otros países europeos, con un área efectiva total de hasta 1 kilómetro cuadrado. Cada estación contiene un conjunto de antenas de baja frecuencia (LBA - Low Band Antennae; radiofrecuencia de 10 a 90 MHz), otro conjunto de antenas de alta frecuencia (HBA - High Band Antennae; de 110 a 250 MHz) y, opcionalmente, otro tipo de sensores. Actualmente (2011) se encuentra en la fase de puesta en marcha (commisioning).

El radiotelescopio se compone de varias estaciones. El conjunto de 5 antenas centrales se denomina superterp y, junto con 13 antenas más distribuidas en una zona de 2×3 kilómetros, forma el núcleo central de LOFAR. Hay 18 estaciones más en los Países Bajos (36 en total), 5 en Alemania, 1 en Suecia, 1 en Francia y 1 en el Reino Unido. Las antenas de cada estación se combinan entre sí formando un conjunto de antenas enfasadas. Cada antena individual puede observar todo el cielo al tratarse de un dipolo omnidireccional pero al combinar la señal de varias antenas se crea una apertura sintética direccional. De este modo se consigue un radiotelescopio sin partes móviles formado por antenas de bajo coste.
Una de las misiones de LOFAR consiste en sondear el universo con frecuencias de radio desde ~10 – 240 MHz con mayor resolución y sensibilidad que otros sondeos anteriores, como el 7C y el 8C, y los sondeos del Very Large Array (VLA) y el Giant Meterwave Radio Telescope (GMRT).

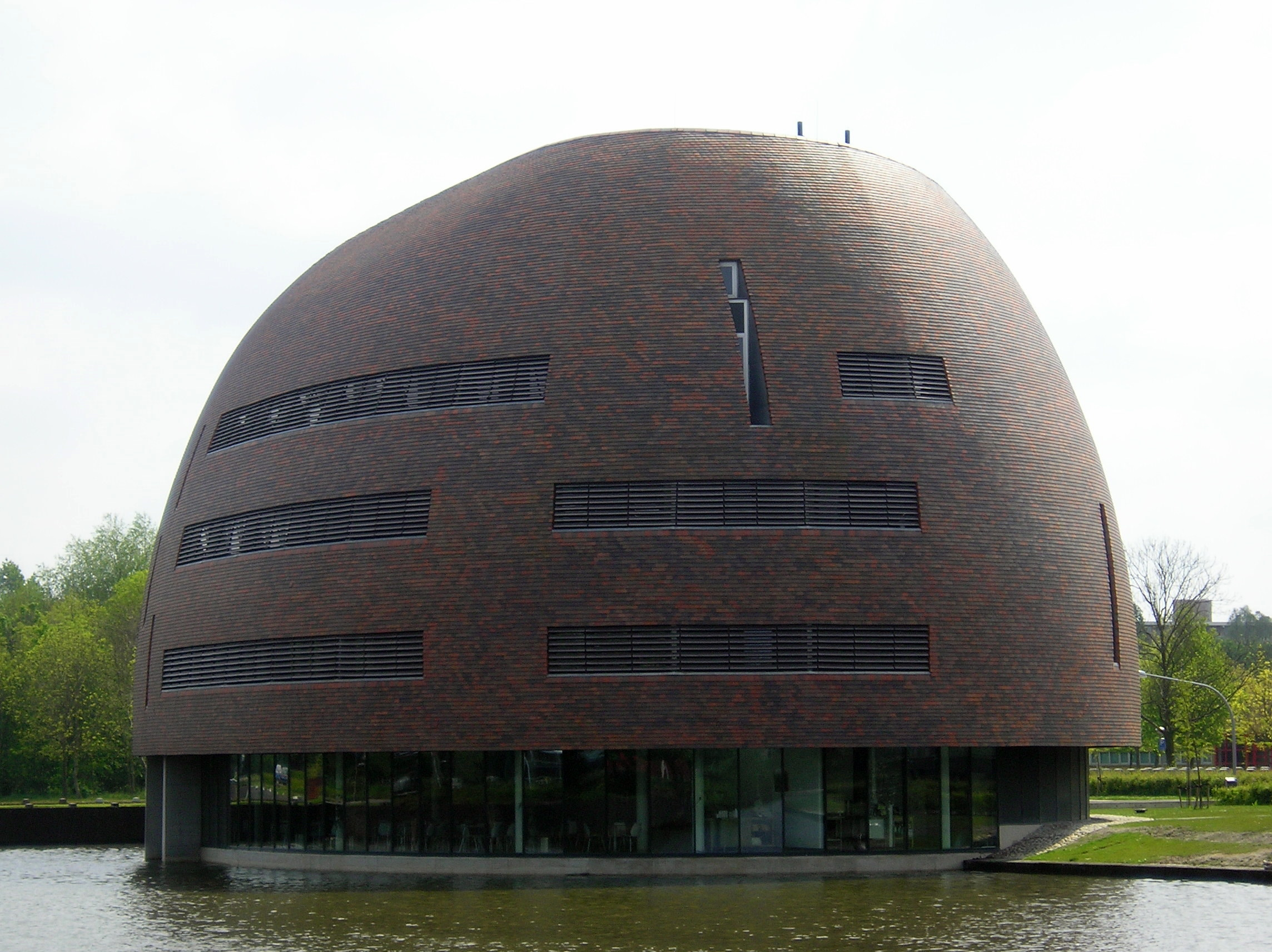
Centro de supercomputación de la Universidad de Groningen donde se encuentra el superordenador Blue Gene de LOFAR.

El 26 de abril de 2005, un superordenador IBM Blue Gene-L fue instalado en el centro matemático de la Universidad de Groningen para procesar los datos producidos por el LOFAR. Este supercomputado se convirtió en el más poderoso de Europa en la lista TOP500.

## Estaciones NenuFAR
Para realizar estudios de radio del cielo con una resolución adecuada, las antenas están dispuestas en grupos que se extienden sobre un área de más de 1000 km de diámetro. Las estaciones LOFAR en los Países Bajos alcanzan líneas de base de unos 100 km. LOFAR actualmente recibe datos de 24 estaciones centrales (en Exloo), 14 estaciones "remotas" en los Países Bajos y 12 estaciones internacionales. Cada una de las estaciones centrales y remotas tiene 48 HBA y 96 LBA y un total de 48 Unidades Receptoras digitales (UCR). Las estaciones internacionales tienen 96 LBA y 96 HBA y un total de 96 Unidades Receptoras digitales (UCR). [4]

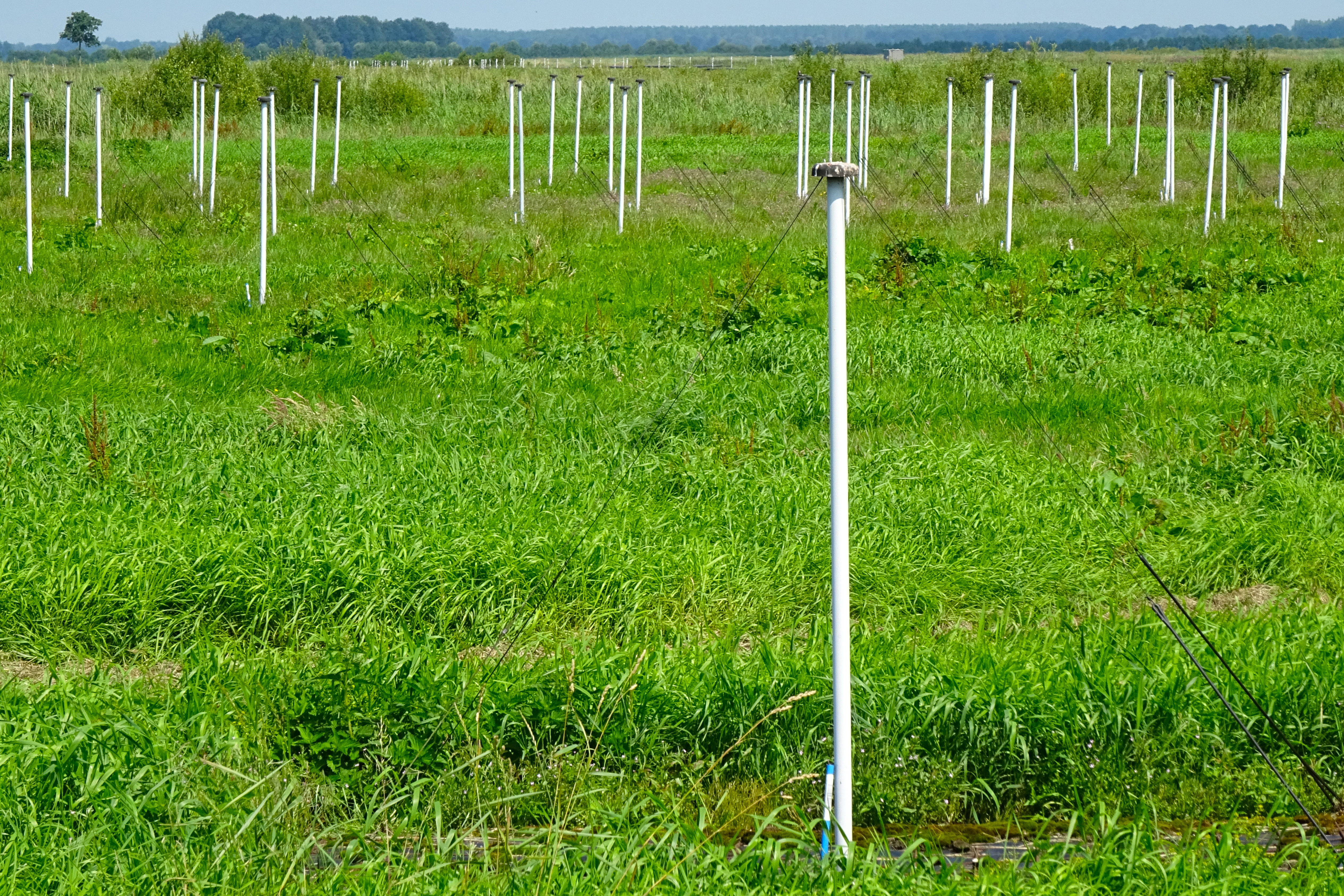
Antenas receptoras de baja frecuencia que estudian el universo

La estación LOFAR de 60 m de diámetro que consta de 96 antenas dipolo (primer plano) en Bad Münstereifel- Effelsberg, al lado del radiotelescopio de 100 m (fondo), ambas administradas por el Instituto Max Planck de Radioastronomía Bonn, Alemania
Las ubicaciones de las estaciones internacionales de LOFAR son:
- Alemania [5]

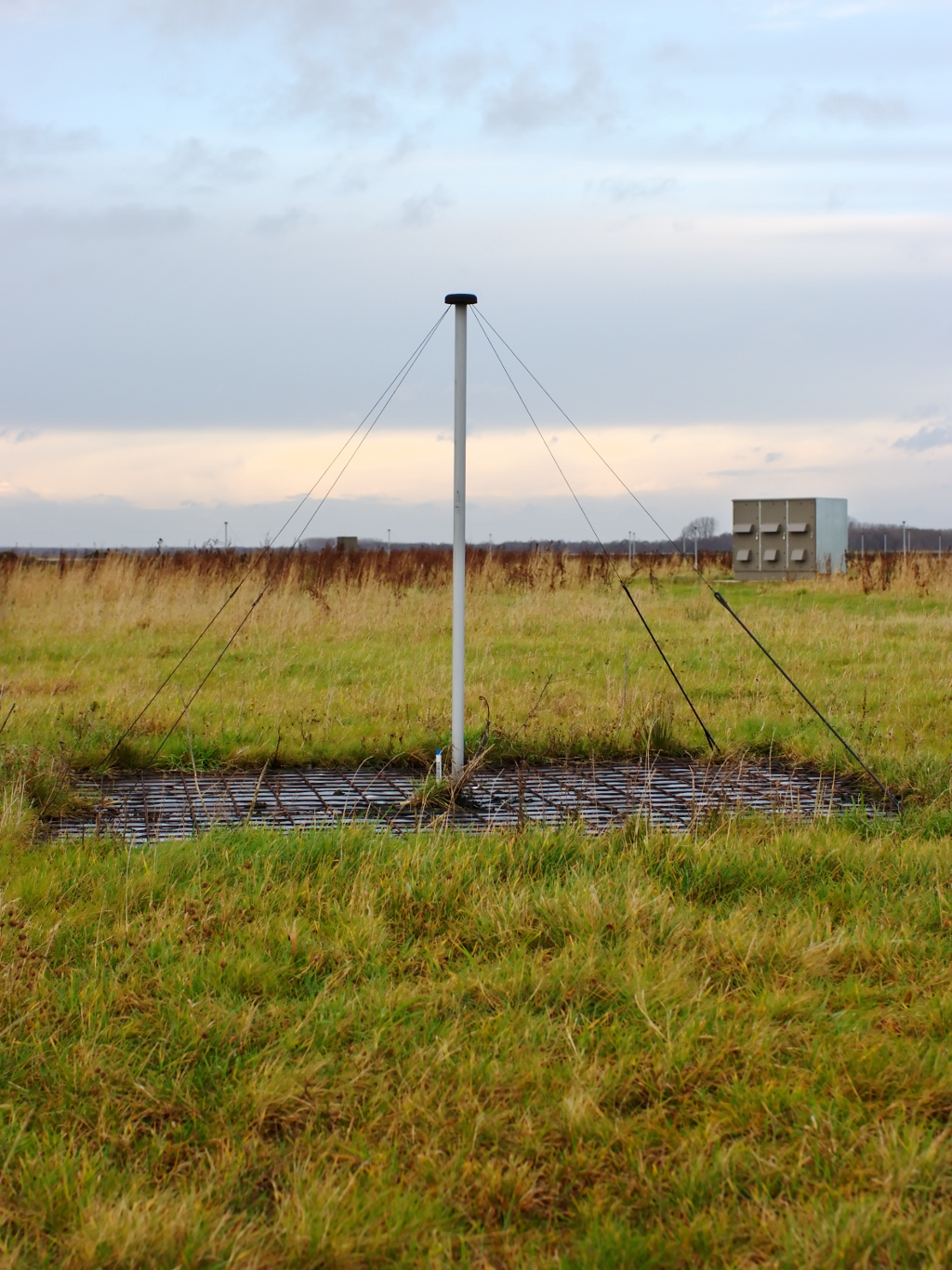
Foto que muestra una antena de banda baja (LBA) de la «Matriz de baja frecuencia» (LOFAR), un radiotelescopio interferométrico construido en Europa. En la parte posterior derecha de la antena, se ve una cabina LOFAR que contiene componentes electrónicos. El conjunto completo consta de miles de antenas de este tipo.

  - Effelsberg - en el sitio del radiotelescopio Effelsberg [cita requerida]
  - Unterweilenbach / Garching - dirigido por el Instituto Max Planck de Astrofísica
  - Tautenburg - en el sitio del Thüringer Landessternwarte Tautenburg (Observatorio Estatal de Turingia) [cita requerida]
  - Potsdam-Bornim - dirigido por Astrophysikalisches Institut Potsdam [cita requerida]
  - Jülich - dirigido por la Universidad de Bochum, la Universidad Jacobs de Bremen y Forschungszentrum Jülich

- Reino Unido [6]
  - Chilbolton - en el sitio del Observatorio Chilbolton

- Francia [7]
  - Nançay - en el sitio del radiotelescopio Nançay

- Suecia [8]
  - Onsala - en el sitio Onsala Space Observatory [cita requerida]

- Polonia
  - Baldy
  - Borówiec
  - Lazy

- Irlanda
  - Birr - en el sitio Birr Castle

- Italia

- Letonia
  - Ventspils (Irbene)

### NenuFAR
El telescopio NenuFAR está ubicado en el radiotelescopio Nançay. Es una extensión de la estación LOFAR de Nançay (FR606), que agrega 96 mosaicos de baja frecuencia, cada uno de los cuales consiste en una "mini-matriz" de 19 antenas de dipolo cruzado, distribuidas en un círculo con un diámetro de aproximadamente 400 m. Las baldosas son un grupo hexagonal con antenas en fase analógica. El telescopio puede capturar frecuencias de radio en el rango de 10-85 MHz, cubriendo también el rango de LOFAR-Banda baja (30-80 MHz). La matriz NenuFAR puede funcionar como una estación súper LBA (LSS) compatible con LOFAR de alta sensibilidad, operando junto con el resto de LOFAR para aumentar la sensibilidad global de la matriz en casi un factor de dos y mejorar las capacidades de imagen de la matriz. También puede funcionar como un segundo superpunto para mejorar la disponibilidad de la matriz. Debido a su receptor dedicado, NenuFAR también puede funcionar como un instrumento independiente, conocido como NenuFAR / Standalone en este modo.

### Otras estaciones
La matriz LOFAR irlandesa (I-LOFAR) en Birr, condado de Offaly.
Además, se despliega un conjunto de antenas LOFAR en el KAIRA (matriz receptora de imágenes atmosféricas Kilpisjärvi) cerca de Kilpisjärvi, Finlandia. Esta instalación funciona como un receptor VHF, ya sea en modo independiente o como parte de un sistema de radar biestático junto con el transmisor EISCAT en Tromsø.

### Transferencia de datos
Los requisitos de transporte de datos están en el rango de varios gigabits por segundo por estación y la potencia de procesamiento necesaria es de decenas de TeraFLOPS. Los datos de LOFAR se almacenan en el archivo LOFAR a largo plazo. El archivo se implementa como un almacenamiento distribuido con datos distribuidos en el centro de datos Target ubicado en el Centro Donald Smits para Tecnología de la Información en la Universidad de Groningen, el centro SURFsara en Ámsterdam y el Forschungszentrum Jülich en Alemania.

### Sensibilidad

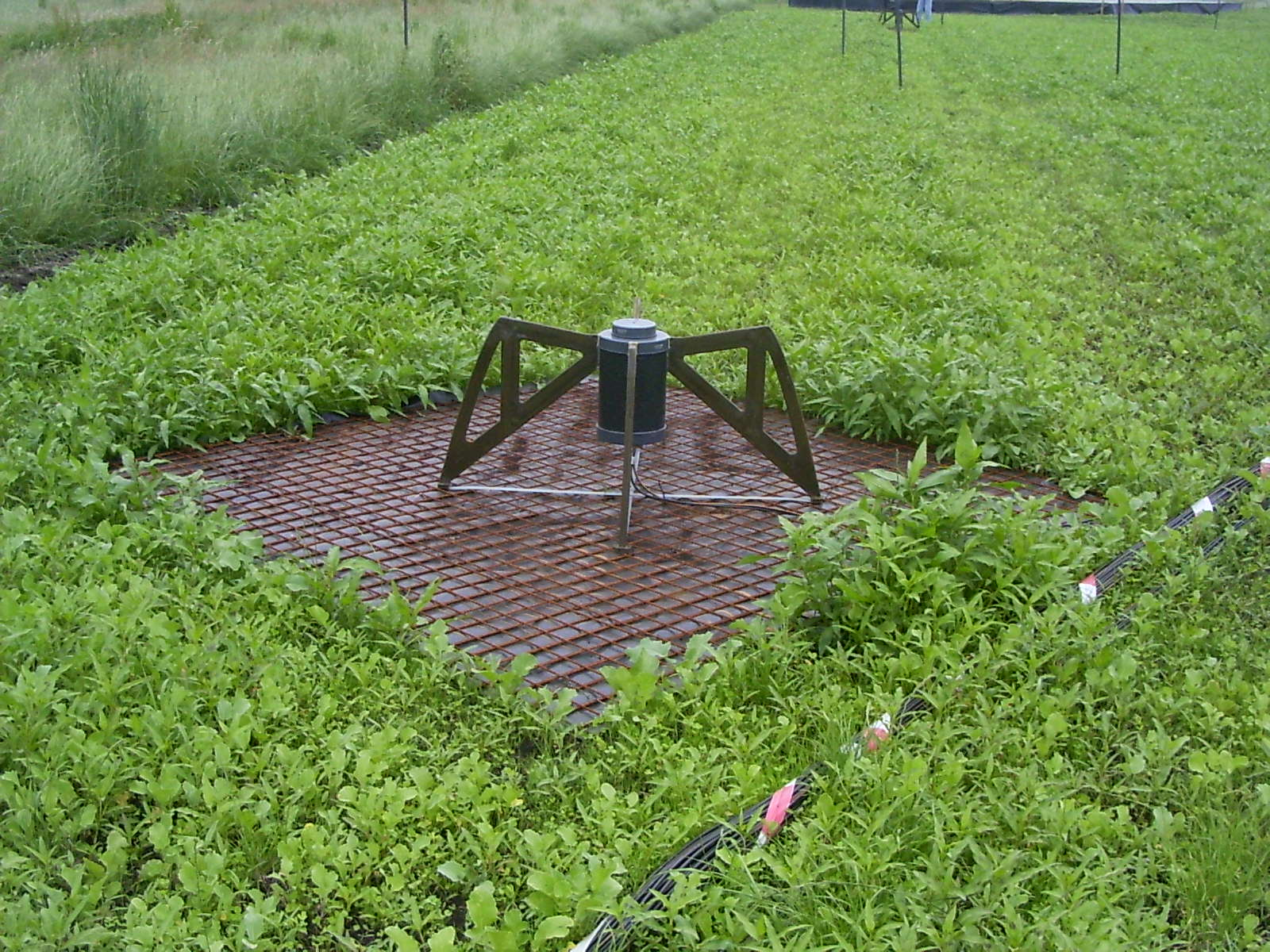
Antena de baja frecuencia

La misión de LOFAR es mapear el Universo en frecuencias de radio de ~ 10–240 MHz con mayor resolución y mayor sensibilidad que las encuestas anteriores, como las encuestas 7C y 8C, y las encuestas de Very Large Array (VLA) y Giant Meterwave Radio Telescopio (GMRT).
LOFAR será el observatorio de radio más sensible en sus bajas frecuencias de observación hasta que la matriz de kilómetros cuadrados (SKA) entre en funcionamiento alrededor de 2025. Incluso entonces, el SKA solo observará a frecuencias> 50 MHz.

## Nueva estación NenuFAR en Francia

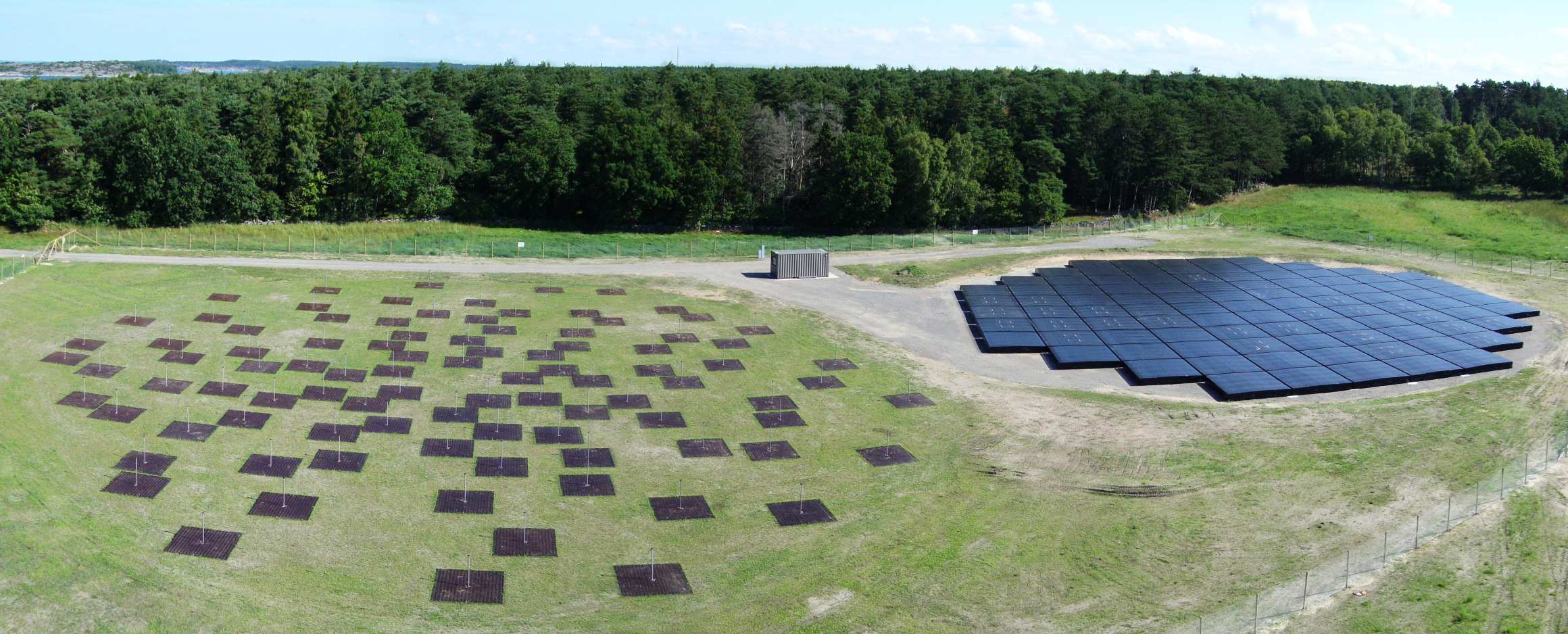
Sistema de miles de antenas de baja frecuencia

El 3 de octubre de 2019 se inauguró en Nançay un campo de casi dos mil antenas pequeñas, que a simple vista, parecen las varillas de acero de un paraguas. NenuFAR se encuentra enlazado con la red de antenas de LOFAR, y puede captar frecuencias entre los 10 MHz y 87 MHz, algo imposible con las antenas anteriores. En el campo de los radiotelescopios, estas son las frecuencias más bajas que se pueden detectar desde la superficie terrestre.